# Cladocarpus tenuis
Cladocarpus tenuis är en nässeldjursart som beskrevs av Clarke 1979. Cladocarpus tenuis ingår i släktet Cladocarpus och familjen Aglaopheniidae. Inga underarter finns listade i Catalogue of Life.